# Cephena
Cephena là một chi bướm đêm thuộc họ Erebidae.